# Neumark (bei Weimar)
Neumark település Németországban, azon belül Türingiában. Lakosainak száma 482 fő (2023. december 31.). Neumark Vogelsberg, Berlstedt, Krautheim és Am Ettersberg községekkel határos.

## Népesség
A település népességének változása:
| Lakosok száma | 486  | 494  | 474  | 486  | 482  |
|               | 2017 | 2019 | 2021 | 2022 | 2023 |